# Landkreuzer P. 1500 Monster
O Landkreuzer P. 1500 Monster foi um Protótipo de um tanque ultrapesado, projetado pela Krupp, que serviria de plataforma para o veículo de artilharia Schwerer Gustav. O projeto começou em 1942, mas foi cancelado por Albert Speer. Se completado ele passaria o Panzer VIII Maus (o maior tanque já fabricado) e até mesmo o Landkreuzer P. 1000 Ratte (que também nunca foi concluído).

## Ver Também
- Lista de veículos blindados de combate por país
- Exército
- Forças Armadas
- Tanques
- Blitzkrieg
- Panzer
- Karl-Gerät

## Ligações Externas
- Site alemão com estimativas técnicas sobre o veiculo.